# Piotr Boborykin
Piotr Dmitrijewicz Boborykin, ros. Пётр Дми́триевич Боборы́кин (ur. 15 sierpnia?/27 sierpnia 1836 w Niżnym Nowogrodzie, zm. 12 sierpnia 1921 w Lugano) – rosyjski pisarz, dziennikarz, dramaturg.
Studiował na Uniwersytecie Kazańskim i na Uniwersytecie w Tartu.
Studiów jednakże nie ukończył.
Debiutował jako dramaturg w 1860. W latach 1860–1864 opublikował autobiograficzną powieść W put-dorogu. Był redaktorem czasopisma Bibliotieka dla cztienia (1863–1865).
Długie lata przebywał zagranicą. Poznał Emila Zolę, Alfonsa Daudet. W 1902 został honorowym członkiem Rosyjskiej Akademii Nauk.
Był autorem wielu powieści, opowiadań, sztuk, a także prac na temat historii rosyjskiej i zachodnioeuropejskiej literatury.

## Wybrana bibliografia
- Dielcy (1873)
- Kitaj-gorod (1882)
- Wasilij Tierkin (1892)
- Tiaga (1898)